# 보종원군
보종은 미실과 설원랑의 아들이며, 딸은 보량이다. 신라 16대 풍월주를 역임하였다.